# 킬러 케이트
《킬러 케이트》(Killer Fish)는 미국에서 제작된 안토니오 마르게리티 감독의 1979년 영화이다. 리 메이저스 등이 주연으로 출연하였다.

## 출연

### 주연
- 리 메이저스
- 카렌 블랙

### 조연
- 마고 헤밍웨이
- 마리사 베렌슨
- 제임스 프란시스커스
- 로이 브록스미스
- 프랭크 퍼스
- 안토니오 데 테페

## 기타
- 미술: 프란체스코 브론지